# Macrosteles viridigriseus
Macrosteles viridigriseus är en insektsart som först beskrevs av Edwards 1922.  Macrosteles viridigriseus ingår i släktet Macrosteles, och familjen dvärgstritar. Arten är reproducerande i Sverige.